# Liste der Monuments historiques in Noël-Cerneux
Die Liste der Monuments historiques in Noël-Cerneux führt die Monuments historiques in der französischen Gemeinde Noël-Cerneux auf.

## Liste der Objekte
| Bezeichnung | Beschreibung          | Standort                       | Kennzeichnung | Schutzstatus | Datum | Bild |
| ----------- | --------------------- | ------------------------------ | ------------- | ------------ | ----- | ---- |
| Glocke      | Bronze, 1776 gegossen | in der Kirche St-Claude (Lage) | PM25001177    | Classé       | 1942  |      |